# Adam Michnik
Adam Michnik (Varsovia, Polonia, 17 de octubre de 1946) es el redactor jefe del importante periódico polaco Gazeta Wyborcza, donde a veces escribe bajo los seudónimos Andrzej Zagozda o Andrzej Jagodziński.
Historiador, ensayista y publicista político, fue uno de los principales organizadores de la ilegal oposición democrática en la Polonia comunista. Ha sido galardonado con muchos premios y distinciones, como la Legión de Honor en Francia o el Premio de Periodismo Francisco Cerecedo en España.

## Familia
Sus padres fueron Ozjasz (Uzziah) Szechter, un comunista judío muy conocido (Primer Secretario del Partido Comunista del oeste de Ucrania), y Helene Michnik, una escritora infantil y una ferviente comunista. Michnik, cuyo nombre en hebreo es Aaron Szechter,  se define a sí mismo como un polaco de orígenes judíos.

## Educación
En la escuela primaria se caracterizó por ser un activo miembro de la Asociación Polaca de Scouts (ZHP por sus siglas en polaco, Związek Harcerstwa Polskiego), la cual era liderada por Jacek Kuroń. En la secundaria, luego de dejar la ZHP, se incorporó al Club de la calle Krzywe Koło (Klub Krzywego Koła). Luego de abandonarlo en 1962, con el estímulo de Jan Józef Lipski y la protección de Adam Schaff, fundó con sus amigos el Club de Cazadores de Contradicciones (Klub Poszukiwaczy Sprzeczności), donde debatían. Desilusionada con la realidad de la República Popular de Polonia, la gente joven discutía sobre las maneras cómo cambiarla. Ellos leían y analizaban textos de autores con pensamientos Izquierdistas. En 1964 comenzó sus estudios de historia en la Universidad de Varsovia. Un año después fue suspendido de sus derechos de alumno, por la difusión entre sus compañeros, de una carta abierta del Grupo de Trabajadores Polacos Unidos (en polaco Polska Zjednoczona Partia Robotnicza - PZPR). Sus autores, Jacek Kuroń y Karol Modzelewski, llamaban a comenzar la reparación del sistema político Polaco. En 1966 fue suspendido por segunda vez por organizar reuniones de debate con Leszek Kołakowski, quien había sido expulsado del PZPR varias semanas antes, por criticar a sus líderes. En 1965, el PZRS prohibió la impresión de sus libros. Desde ese momento, comenzó a escribir para varios periódicos, usando seudónimos como “Życie Gospodarcze”, Więzi” y “Literatura”.
En marzo de 1968, es expulsado definitivamente de la Universidad, debido a su activa participación en los llamados Eventos de Marzo (Wydarzenia Marcowe), en donde estudiantes y académicos se vieron envueltos en una huelga, que comenzó por la prohibición de una representación realizada por el Teatro Narodowy, de una adaptación de la obra "Dziady" de Adam Mickiewicz. Michnik fue arrestado, y condenado a 3 años, por sus "Actos Vandálicos", principalmente su participación en los Eventos de Marzo. En 1969, fue liberado de prisión bajo una amnistía, pero se le prohibió la continuación de cualquier estudio. Sin embargo a mediados de los 70, se le permitió continuar sus estudios de historia, los cuales terminó en la Universidad Adam Mickiewicz en Poznań.

## Oposición
Luego de su puesta en libertad, comenzó a trabajar como soldador en la Planta Industrial de Róża Luxemburg (Rosa Luxemburgo). Después de 2 años, y bajo las recomendaciones de Jacek Kuroń, se convirtió en el secretario privado del poeta y escritor Antoni Słonimski. Entre los años 1976 y 1977 residió en París. A su regreso a Polonia, se incorporó en las actividades del Comité de Defensa de los Obreros (Komitet Obrony Robotników, KOR). Esta fue una de las organizaciones de oposición más y mejor conocidas de los 70. Él se convirtió en uno de los más activos activistas de oposición y en uno de los partidarios de la Sociedad para los Cursos Educacionales (Towarzystwo Kursów Naukowych).
Entre los años 1977 y 1989, fue editor y colaborador de periódicos clandestinos como Biuletyn Informacyjny, Zapis y Krytyka; durante la llamada Samizdat. También fue uno de los gestores de una de las más grandes publicaciones clandestinas: NOWa.
En la década de los 80, fue asesor del sindicato independiente autónomo "Solidaridad (NSZZ, Solidarność)", en la región de Masovia; y fue asesor del Comité de trabajadores de la Fundición de "Solidaridad".
Durante la ley marcial, en diciembre de 1981, fue tomado prisionero por no querer firmar el llamado "juramento de lealtad" y por no querer abandonar voluntariamente su país. Fue encarcelado y acusado de "intento de derrocar al socialismo". Estuvo en la cárcel sin un veredicto hasta 1984, ya que el fiscal prolongó el juicio a propósito.
Michnik exigió el fin de su caso y que se le tratara como prisionero político, por lo que se declaró en huelga de hambre. En 1984 fue dejado en libertad bajo una amnistía. Tomó parte del intento de organizar una huelga en Astilleros de Gdańsk, por lo que fue nuevamente arrestado en 1985 y esta vez fue sentenciado a 3 años de encarcelamiento. Fue liberado el año siguiente bajo otra amnistía.

## Actividades desde 1989

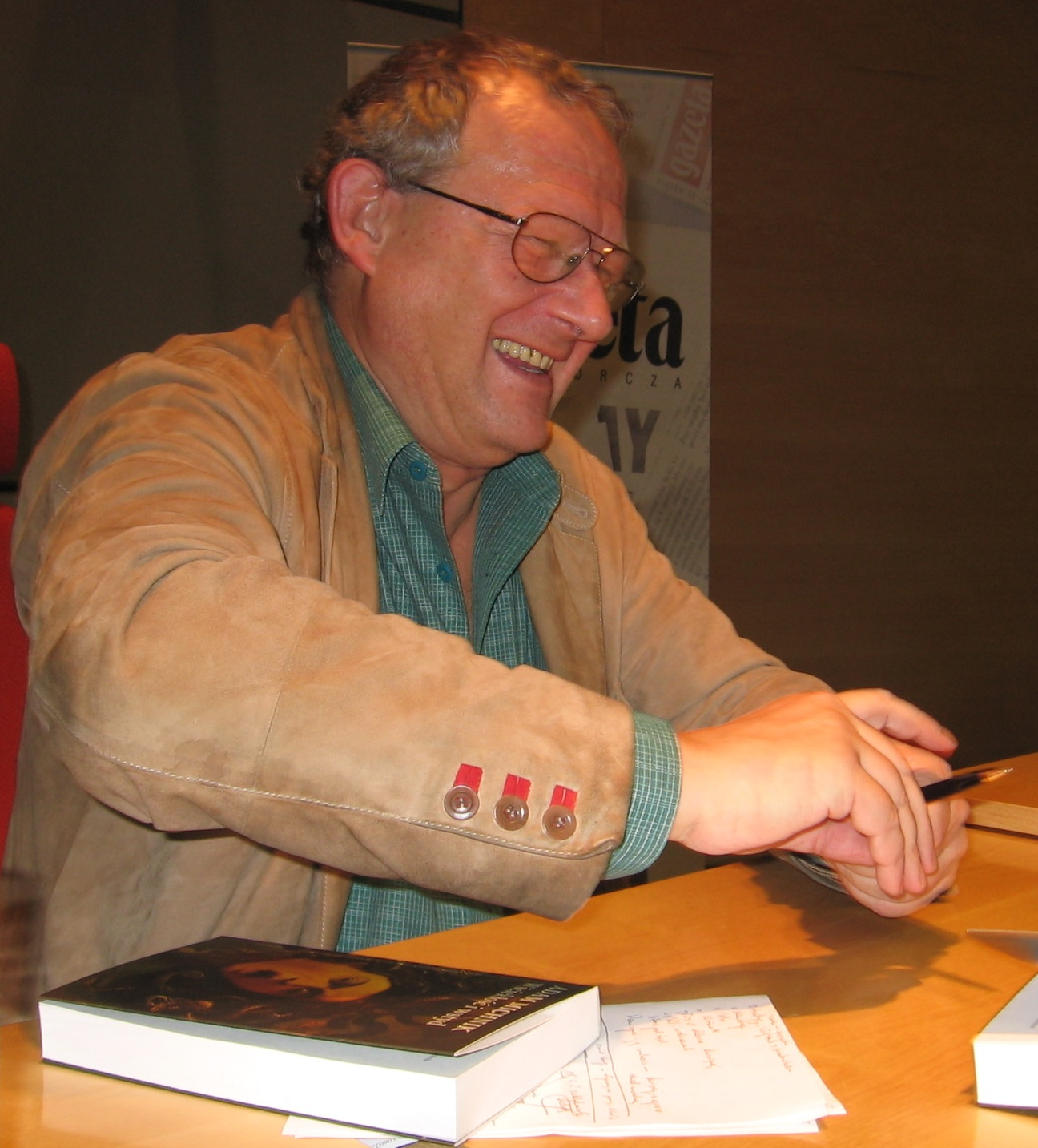
Adam Michnik.

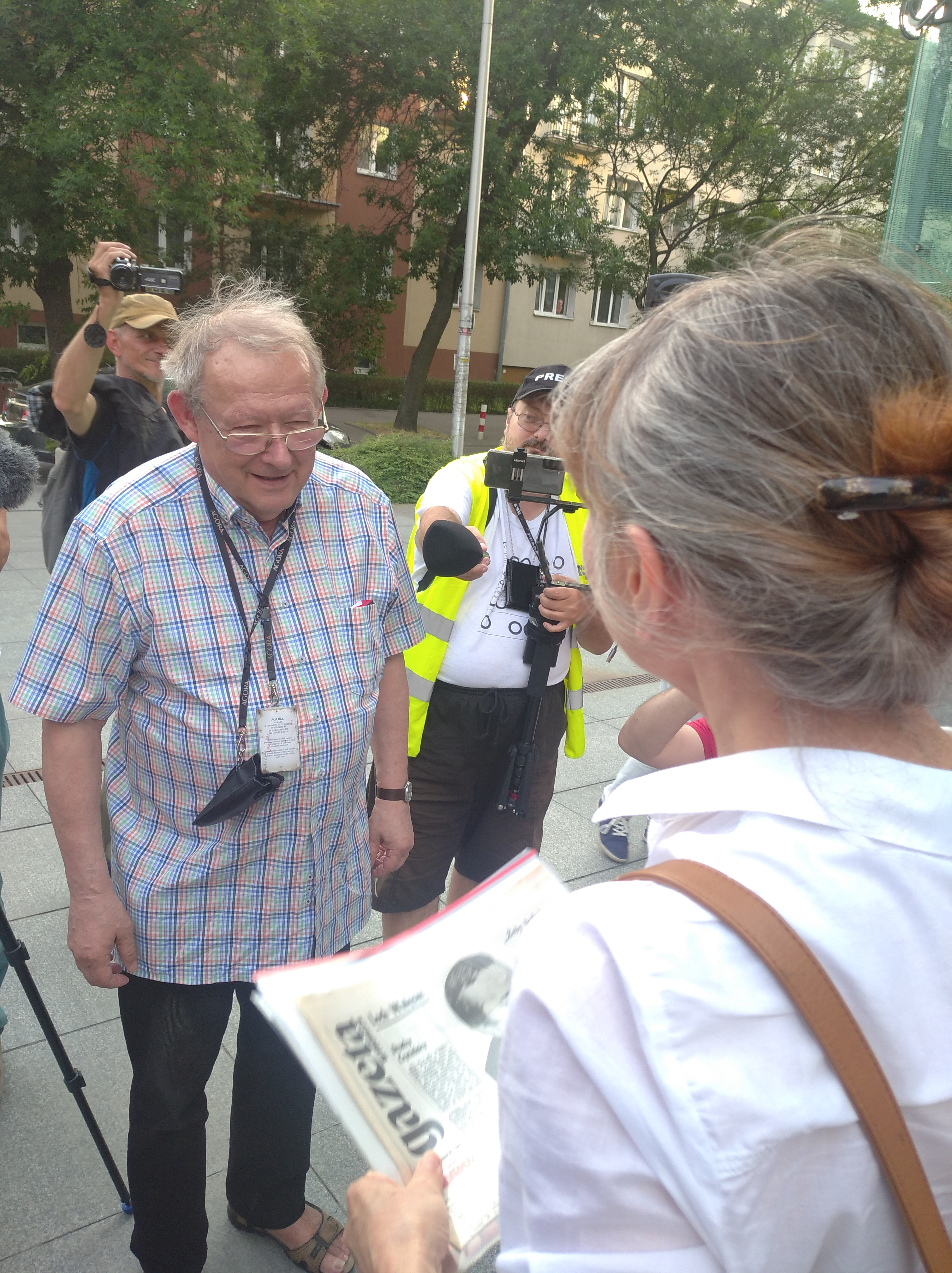
Adam Michnik - 2021.

En 1988, se convirtió en consejero del Comité de Coordinación informal de Lech Wałęsa, y después en un miembro de Comité de Ciudadanos "Solidaridad" (Komitet Obywatelski "Solidarność"). Tomó parte activa en la planificación y en las negociaciones preliminares de las Conversaciones de la mesa redonda en 1989, en la cual también participó.
Después de las Conversaciones de la mesa redonda, Wałęsa le habló sobre la idea de organizar un gran diario polaco, que supuestamente sería un "órgano" del Comité de Ciudadanos Solidaridad, antes de las próxima elecciones. Este periódico, bajo los acuerdos de la mesa redonda, fue llamado Gazeta Wyborcza (Periódico Electoral), porque supuestamente duraría hasta las elecciones de 1989. Después de crear este periódico, formado de periodistas que trabajaban en el Biuletyn Informacyjny, Michnik llegó a convertirse en su redactor jefe. En las elecciones del 4 de julio de 1989, fue elegido Miembro del Parlamento de Lech Wałęsa, como candidato por la ciudad de Bytom.
Entre el 12 de abril y el 27 de junio de 1990, Adam Michnik junto a Bodgan Kroll, director del archivo central Archivum Akt Nowych, y a los historiadores Andrzej Ajnenkiel y Jerzy Holzer tuvieron acceso a los archivos del Ministerio del Interior de Polonia (MSW). Este grupo fue llamado "Comité Michnik". El resultado de estos tres meses de trabajo fue un pequeño y corto informe oficial que declaraba que los archivos del MSW estaba incompletos. Como miembro del parlamento y como redactor de Gazeta Wyborcza, apoyó activamente al primer ministro Tadeusz Mazowiecki, tanto en su gobierno como en su candidatura en la campaña electoral presidencial contra Lech Wałęsa en 1990. Luego de abandonar el Comité de Ciudadanos y de la derrota de Mazowiecki,  Michnik interrumpió su participación directa en la política, y no se presentó para las elecciones parlamentarias de 1991; en su lugar se centró en sus actividades editoriales y periodísticas. Bajo su liderazgo, Gazeta Wyborcza se convirtió en uno de los periódicos más leídos e influyentes de Polonia. Basándose en los activos de Gazeta Wyborcza, surgió Agora S.A. En mayo de 2004, Gazeta Wyborcza era uno de los más grandes medios de comunicación polacos, con once ediciones mensuales, publicidad en las calles, avisos por radio y con su portal Gazeta.pl. Adam Michnik no posee ningún tipo de participación, ni de dirección en Agora S.A.
El primer ministro Tadeusz Mazowiecki en su discurso de septiembre de 1989 uso el término Línea Gruesa con el que empezó una nueva línea política así llamada. Michnik simpatiza y aboga por esta línea. En Gazeta Wyborcza ha usado su influencia para proteger a los generales Wojciech Jaruzelski y Czesław Kiszczak en contra de la campaña de esclarecimiento social-judicial-política, que se refiere a la participación de estos en un período de la República Popular de Polonia (PRL).
En 2003, Michnik publicó, en la Gazeta Wyborcza, un polémico artículo titulado "Un vistazo desde la izquierda: nosotros los traidores", que era un alegato en favor de la intervención militar en Irak.
Debido a problemas de salud (tuberculosis) en 2004, tuvo que dejar de participar activamente en Gazeta Wyborcza como editor, delegando sus tareas en su colega editora Helena Łuczywo.
En el aniversario de la declaración de guerra, el 13 de diciembre de 2005, Michnik pronunció un discurso en la Universidad de Varsovia (que fue publicado en Gazeta Wyborcza), en el que apeló al presidente Lech Kaczyński, por haber establecido una ley de abolición para aquellos responsables de la declaración de guerra. El artículo era una respuesta a las investigaciones realizadas por el Instituto Nacional de la Memoria, en contra del General Jaruzelski. Michnik ya había apelado en 1991 y en 2001.
En octubre de 2006 fueron reveladas una serie de conversaciones entre Michnick y el conocido empresario Aleksander Gudzowaty, que fueron grabadas a escondidas por el grupo de Seguridad de Gudzowaty. El empresario acusaba a periodistas del Gazeta Wyborcza de ser "economistas" con sus artículos relacionados con sus empresas y con su industria energética "Bartimpex”. Estas conversaciones reveladas causaron controversia entre algunos periodistas, sobre todo por el uso de un lenguaje vulgar por parte de ambos interlocutores, los avisos hechos por Michnik referentes a castigar a dos reporteros despedidos por Gudzowaty y la declaración de que la información recopilada por Gazeta Wyborcza pasaba a manos del servicio secreto. Parte del equipo de periodistas (incluyendo los columnistas de Gazeta Wyborcza) defendieron a Michnik, declarando que no encontraban escandalosas las conversaciones. Adam Michnik criticó en sus comentarios, en Gazeta Wyborcza, el método usado para revelar las grabaciones y lo comparó con los métodos utilizados por la KGB. También negó los presuntos trabajos de Gazeta Wyborcza para el servicio secreto y su participación en la conspiración dirigida en contra de Aleksander Gudzowaty.
Michnik actualmente es miembro de la Asociación Polaca de Escritores.

## Premios y distinciones
- Premio Robert F. Kennedy de Derechos Humanos (1986).
- Ganador del Prix de la Libertad de los Francese PEN-Club (1988).
- Hombre europeo del año (1989) entregado por la revista La Vie.
- Premio Shofar (1991).
- Premio de la Asociación de Periodistas Europeos (1995).
- Medalla de Imre Nagy.
- Orden de Bernardo O'Higgins (1998)
- Premio de Periodismo Francisco Cerecedo (1999)
- Una de las 50 personas en la lista de "Héroes de la libertad de prensa" (2000)
- Premio Princesa de Asturias de Comunicación y Humanidades (2022).

## Publicaciones
- No podemos permitir que gane Putin, entrevista por Irena Grudzińska Gross para Project Syndicate, 17 octubre 2022
- En busca del significado perdido. La nueva Europa del Este, traducido al español por A. Rubió y J. Slawomirski. Editorial Acantilado, 2013. (ISBN 978-84-15689-93-5).
- In Search of Lost Meaning: The New Eastern Europe , traducido al inglés por Roman S. Czarny, editora Irena Grudzinska Gross, 2011. (ISBN 9780520269231).
- Letters from Freedom: Post-Cold War Realities and Perspectives (Cartas desde la Libertad: Realidad y perspectivas de la Post Guerra Fría), traducido al inglés por Jane Cave, 1998. (ISBN 0-520-21759-4).
- Church and the Left (La Iglesia y la izquierda), (David Ost, editor en inglés), 1992. (ISBN 0-226-52424-8).
- Letters from Prison and Other Essays (Cartas desde la prisión y otros ensayos), traducido al inglés por Maya Latynski, 1986. (ISBN 0-520-05371-0).